# Joanna Wołosz
Joanna Wołosz, detta Asia (IPA: [jɔˈanna ˈvɔwɔʂ]; Elbląg, 7 aprile 1990), è una pallavolista polacca, palleggiatrice dell'Imoco.

## Carriera

### Club
La carriera di Joanna Wołosz inizia nel 2005 nella formazione giovanile del MOS Elbląg, mentre l'anno successivo passa allo SMS PZPS Sosnowiec, giocando sempre nella squadra giovanile.
L'esordio nella pallavolo professionistica avviene nella stagione 2007-08 quando viene ingaggiata dallo Gdański Klub Sportowy Gedania, in Liga Siatkówki Kobiet, dove resta per due stagioni, mentre nell'annata 2009-10 veste la maglia del Gwardia Wrocław, club con il quale disputa due campionati. Nella stagione 2011-12 viene acquistata dal Bialski Klub Sportowy di Bielsko-Biała.
Si trasferisce in Italia per il campionato 2013-14, nel Busto Arsizio, in Serie A1, dove gioca per due annate. Torna in Polonia per la stagione 2015-16 militando tra le file Klub Piłki Siatkowej Chemik Police, club con il quale vince la Supercoppa, due Coppe di Polonia e due scudetti.
Nella stagione 2017-18 è nuovamente nella Serie A1 italiana, questa volta all'Imoco di Conegliano, con cui vince sette scudetti, ottenendo anche il titolo di MVP nell'edizione 2017-18, sette Supercoppe italiane, MVP nell'edizione 2022 e 2023, tre campionati mondiali per club, sei Coppe Italia, dove viene premiata come miglior giocatrice nell'edizione 2019-20 e 2023-24, e tre Champions League.

### Nazionale
Nel 2010 ottiene le prime convocazioni in nazionale polacca, con cui nel 2015 vince l'argento ai I Giochi europei, mentre nel 2024 si aggiudica il bronzo alla Volleyball Nations League. A seguito dell'eliminazione ai quarti di finale della compagine polacca durante i Giochi della XXXIII Olimpiade, annuncia il suo ritiro dalla nazionale.

## Palmarès

### Club
- Campionato polacco: 2

2015-16, 2016-17
- Campionato italiano: 7

2017-18, 2018-19, 2020-21, 2021-22, 2022-23, 2023-24, 2024-25
- Coppa di Polonia: 2

2015-16, 2016-17
- Coppa Italia: 6

2019-20, 2020-21, 2021-22, 2022-23, 2023-24, 2024-25
- Supercoppa polacca: 1

2015
- Supercoppa italiana: 7

2018, 2019, 2020, 2021, 2022, 2023, 2024
- Campionato mondiale per club: 3

2019, 2022, 2024
- Champions League: 3

2020-21, 2023-24, 2024-25

### Nazionale (competizioni minori)
- Giochi europei 2015

### Premi individuali
- 2017 - Coppa di Polonia: Miglior palleggiatrice
- 2018 - Serie A1: MVP
- 2018 - Champions League: Miglior palleggiatrice
- 2019 - Campionato mondiale per club: Miglior palleggiatrice
- 2020 - Qualificazioni europee ai Giochi della XXXII Olimpiade: Miglior palleggiatrice
- 2020 - Coppa Italia: MVP
- 2021 - Campionato mondiale per club: Miglior palleggiatrice
- 2022 - Supercoppa italiana: MVP
- 2022 - Campionato mondiale per club: Miglior palleggiatrice
- 2023 - Supercoppa italiana: MVP
- 2024 - Coppa Italia: MVP
- 2024 - Campionato mondiale per club: Miglior palleggiatrice[16]